# Rhytiphora marmorea
Rhytiphora marmorea är en skalbaggsart som beskrevs av Stefan von Breuning 1942. Rhytiphora marmorea ingår i släktet Rhytiphora och familjen långhorningar. Inga underarter finns listade i Catalogue of Life.